# خزائن
خزائن هي مبادرة فلسطينية لأرشيف يوثّق الحياة اليومية لدى الفلسطينيين، تأسست في القدس، في كانون ثاني/يناير 2016، تهتم خزائن بجمع مواد قصيرة المدى (الأفيميرا)، والتي تشمل: الملصقات، المطويات، الإعلانات التجارية والثقافية، البيانات السياسية، بطاقات العمل، المعايدات، الشهادات المدرسية والمنشورات الاجتماعية. تصنّف هذه المواد وتُرفع بخزائن خاصة تحمل أصحاب المساهمين بحيث يكون خزانة لكل شخص، ويتم اتاحتها للناس، وتعتبر المبادرة أول أرشيف عربي مجتمعي يبنيه ويثريه المجتمع دون أي تدخل اداري ودون أي خطة ممنهجة لجمع المواد.

## انجازات
جمعت خزائن معلومات عن 108 أشخاص بنحو 80 ألف وثيقة، وتغطي أكثر من 300 عام من التاريخ الفلسطيني والعربي، وتحتفظ خزائن بثلاث نسخ أرشيفية لكل مادة في كل من القدس وعمان وبيروت؛ بهدف حماية هذه المواد، ويعمل في خزائن فريق محلي في فلسطين ومقره القدس، وفريق دولي وأعضاؤه موجودون في عدد من الدول العربية، حيث يتم جمع المواد في خزائن من عدة دول عربية منها: الأردن، مصر، دمشق، لبنان، الدوحة، ليبيا، الجزائر وغيره.، ولإتاحة هذه المواد للجمهور العام أطلقت خزائن أرشيفها، حيث قامت برفع أكثر من 3 الاف مادة عليه (khazaaen.org).

## مشاريع خزائن

### مشروع القدس مكتبتي
هو أحد مشاريع مؤسسة خزائن، الذي يهدف إلى النهوض بالمجتمع المقدسي وتعزيز صموده وهويته، وهذا من خلال تعزيز ثقافة القراءة عن طريق تجهيز وتطوير المكتبات المقدسيّة بهدف استيعاب المتوجهين إليها، ومنحهم بيئة معرفية وجاذبة للقراءة.
انطلق المشروع من أجل رصد احتياجات المكتبات المقدسية التاريخية في القدس: مكتبة المسجد الأقصى، والمكتبة الخالدية، والمكتبة البديرية، ومكتبة دار إسعاف النشاشيبي، وبرج اللقلق، ومركز السرايا. وهذا من أجل الاحتياجات أساسيّة لهذه المكتبات. مثال على ما تمّ توفيره: مكاتب، ومواد، وحواسيب، وغيرها بهدف خلق بيئة مكتبية صحية ومريحة.
يشير القائمون على هذه المبادرة إلى أنهم بنوا برنامجا تربويا متكاملا، سعوا عبره للعمل مع أكثر من 5000 طفل من المرحلة الابتدائية حتى الثانوية، من خلال استضافتهم في المكتبات المقدسية، حيث يحصل كل طفل خلال الزيارة على رزمة تربوية تحوي كراسة فعاليات مميزة حول عالم القراءة، وتتضمن فاصل كتاب، ومطوية للتعريف بمكتبات القدس، وملصقا حول القراءة.
كذلك تمّ توفير مرشدين مؤهلين من «خزائن» للعمل على مجموعة من الفعاليات في لقاءات لمرة واحدة. وسيتم اختيار 120 طالبا من طلبة الثانوية ليكونوا ضمن مشروع «باحثو المستقبل»، وهو برنامج مكثف لمدة ثلاثة أشهر يتعلم فيه المشاركون على مدار 12 لقاء كيفية كتابة بحث تاريخي، وسيختتم هذا المشروع بمؤتمر بحثي.
أما الجزء الأخير من المشروع فهو موجّه إلى جمهور المعلّمين الّذي يقارب حوالي 500 معلم، حتّى يستمرّوا في دعم ثقافة القراءة لدى الطلبة، حيث تمّ تزويدهم بكراسات ومواد توجيهية.